# Mam-Sprache
Die Mam-Sprache (Qyol mam) ist die Sprache des indigenen Volks der Mam in Guatemala und mit etwa einer halben Million Sprechern eine der meistgesprochenen Maya-Sprachen.

## Verbreitung

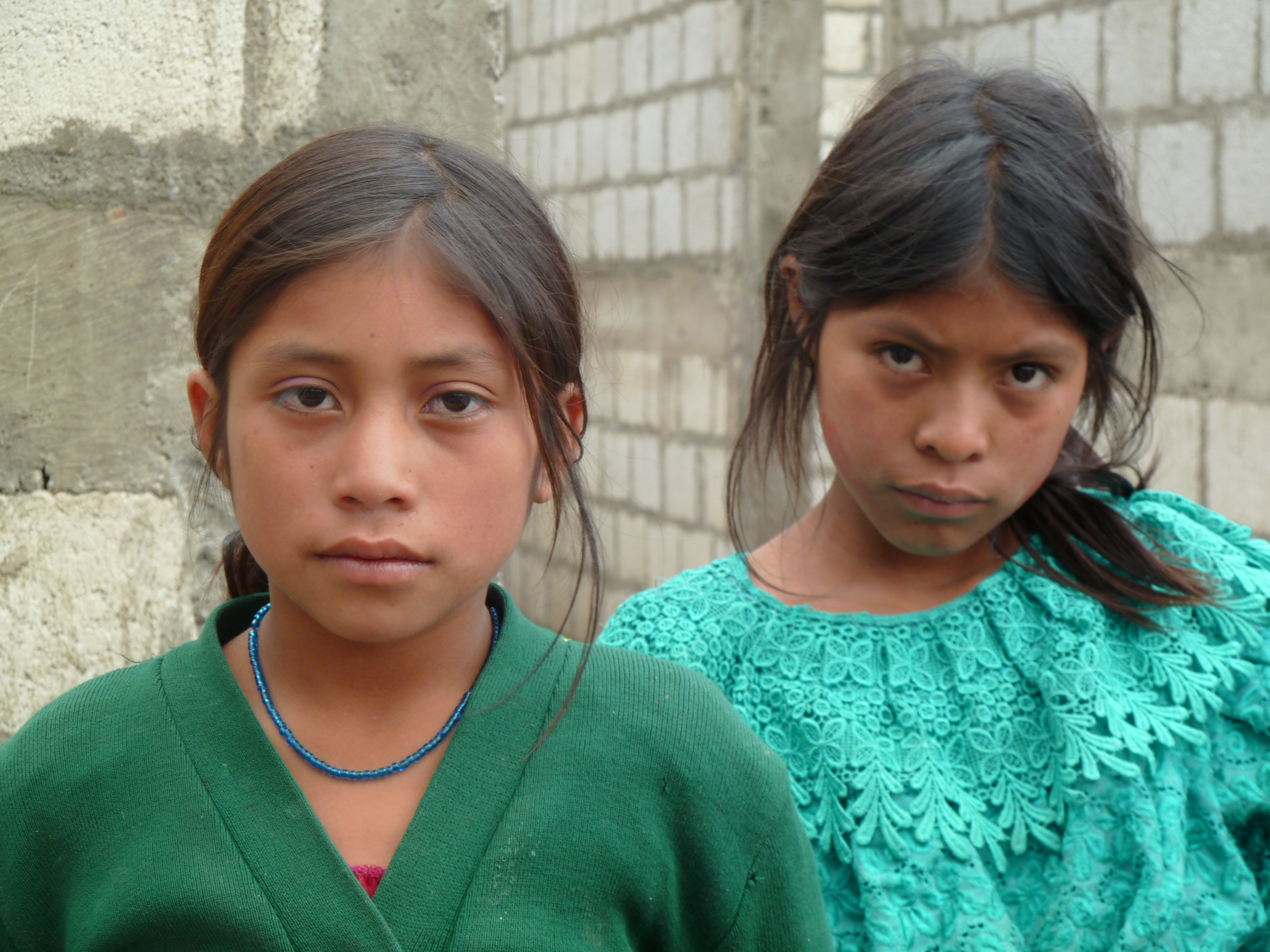
Mam-Mädchen

Das Mam-Sprachgebiet umfasst weite Teile des Hochlands von Guatemala, insbesondere in den Departements Huehuetenango, Quetzaltenango und San Marcos sowie im mexikanischen Bundesstaat Chiapas. Abgesehen von einigen abgelegenen Gegenden beherrschen die meisten Mam-Sprecher bis zu einem gewissen Grad auch Spanisch.
Bei der Volkszählung von 2002 gaben 477.717 (4,6 %) Mam als Muttersprache an; 617.171 (5,5 %) bezeichneten sich als Mam.

## Mam-Dialekte
| Mam-Sprache                 | Region um                                          | Anzahl der Sprecher                          |
| --------------------------- | -------------------------------------------------- | -------------------------------------------- |
| Nord-Mam                    | Huehuetenango                                      | ca. 200.000 in Guatemala ca. 1.000 in Mexiko |
| Süd-Mam                     | Quetzaltenango                                     | ca. 125.000 in Guatemala                     |
| Zentral-Mam                 | San Marcos                                         | ca. 100.000 in Guatemala                     |
| Tajumulco-Mam               | San Marcos                                         | ca. 35.000 in Guatemala                      |
| Todos Santos Cuchumatán Mam | Huehuetenango                                      | ca. 50.000 in Guatemala ca. 10.000 in Mexiko |
| Tacaneco (Takanekisch)      | San Marcos (ländliche Gebiete westlich von Tacaná) | ca. 20.000 in Guatemala ca. 1.000 in Mexiko  |

SIL International führte bis vor kurzem die regionalen Varianten als eigene Sprachen:
- Nord-Mam [mam]
- Süd-Mam [mms]
- Zentral-Mam [mvc]
- Tajumulco-Mam [mpf]
- Todos Santos Cuchumatán Mam [mvj]
- Takanekisch (Tacaneco) [mtz][3]

Mit der 16. Ausgabe des Ethnologue wurden diese Codes jedoch mit dem Code [mam] (Mam) verschmolzen.